# Łukowica
Pour la gmina, voir Łukowica (gmina).
Łukowica est une localité polonaise, siège de la gmina de Łukowica, située dans le powiat de Limanowa en voïvodie de Petite-Pologne.